# Soledad de Doblado
Soledad de Doblado es una localidad del estado mexicano de Veracruz de Ignacio de la Llave, México y que es cabecera del municipio del mismo nombre, en la región del Sotavento y tiene una categoría de semiurbano. 
Debe su nombre a La Soledad, hacienda a partir de la cual surgió la actual población y a que en dicha hacienda, el 19 de febrero de 1862, el ministro de Relaciones Exteriores de México, el liberal Manuel Doblado, firmó los Tratados preliminares de La Soledad.

## Historia
En 1783, Diego García Panes, enviado por el rey de España, Carlos III, levanta el plano de camino de México a Veracruz. Los ricos comerciantes del consulado de Veracruz prefieren la vía de Xalapa, mientras que el consulado de México, la ruta de Orizaba-Córdoba. Panes se inclina por esta última mostrando que la primera lleva 89 leguas mientras que la segunda solo 76. Pero tiene el problema del cruce del río Jamapa, para el cual diseña un puente en el Paso del Ingeniero, en la actual Soledad de Doblado. Así describe el tramo de Veracruz a Manlio Fabio y Soledad: Demarcada la distancia que hay desde Veracruz hasta Buena Vista y hasta El Molino, hay 5 Leguas 2100 Varas. Todo el terreno firme llano, de sabana, sin encontrar rancho ni población alguna. Se llega hasta el río Jamapa, en el Paso del Licenciado. Encontré el río con media vara de profundidad, que es su menor corriente, manifestando en uno de sus costados, sube hasta 6 varas en su creciente, pero no arrastra la fuerte ramazón ni arboleda del río La Antigua. El fondo del río Jamapa es de arena y piedra suelta. Su anchura en la menguante es de 100 varas y 140 en su creciente y dada la firmeza del terreno en sus dos costados, proporciona la comodidad para hacer un puente, sin riesgo de su destrozo. Panes
Es hasta 1812 cuando se construye el primer puente de Soledad, sobre el río Jamapa. Era de madera, y cada creciente lo afectaba peligrosamente. Se comisiona a Valeriano Madrazo para edificar un puente de mampostería, pero este fue suspendido a causa de la guerra y no fue terminado sino hasta 1835.
La actual comarca de Soledad, Manlio Fabio, Paso de Ovejas, Camarón de Tejeda y demás rancherías desde Tiolinga hasta cerca de Veracruz, formaban parte de la gran hacienda de Antonio López de Santa Ana.
Entre 1812 y 1815, los españoles que afiliados al Partido Liberal que sostenían la constitución de 1812, fueron perseguidos. Muchos perdieron la vida y otros huyeron a América. Entre ellos estaban los hermanos Zurita, Valladolitanos, ricos empresarios que llegan a comprar tierras de cultivo. Uno de ellos, Miguel, compró a Santa Ana la hacienda de La Soledad. Los otros dos se dirigieron a Tabasco.
La hacienda de Zurita comenzó a poblarse de peones atraídos por las buenas condiciones laborales que ofrecía el bondadoso y liberal propietario. Miguel Zurita se casó con María Isabel Lagunes de Mata Cazuela, con quien tuvo muchos descendientes. Al morir, todos sus hijos heredaron rancherías con extensos campos de cultivo; Juan Zurita fue el heredero de los que actualmente conforman Soledad.
En 1840, al incendiarse el templo de madera de la hacienda, los feligreses le solicitan a Juan Zurita algunas tierras para construir la iglesia y el cementerio, a lo cual accedió con la única condición de que sus descendientes fuesen sepultados en ese lugar sin costo alguno.
Hacia 1850, en la ruta México-Córdoba-Veracruz, se ampliaban las casas de postas en dónde se alojaban los carros y las diligencias al llegar la noche. Los carros conducían la carga y las diligencias a los pasajeros. En la Hacienda de la Soledad, las casas de postas se encontraban frente al actual parque municipal, y eran administradas por Bartolo Murguía y Benito García Reyes.
Durante la guerra de reforma, época en la que se construía el tendido de la vía del ferrocarril mexicano, las obras continuaron ininterrumpidamente; el año de 1854 se terminó el tramo de México a Guadalupe, y se activó el de Veracruz a Soledad, promoviendo la afluencia de trabajadores y empleados que concurrían al poblado. Un grupo de habitantes le solicitó a Antonio López de Santa Anna en su hacienda Manga de Clavo el empedrado de la población, para lo cual se trasladó del puerto de Veracruz a una cuadrilla de presos para realizar los trabajos. Se dice que entre ellos pudo haber venido Chucho el Roto.
Ante el crecimiento del poblado, Antonio Villamur, Vera, Rendón y otros, solicitan que el este deje de ser una congregación para convertirse en municipio. El gobernador Ignacio de la Llave, expide el decreto 66, el 5 de diciembre de 1861, concediendo el título de pueblo y cabecera municipal a la congregación de Soledad.

## Los tratados preliminares de La Soledad
Hacia finales de 1861, el  gobierno federal ordena suspender los pagos de la deuda exterior a los países de Inglaterra, España y Francia, quienes rechazan esta medida, y la toman como pretexto para invadir México. Firman en Londres el 31 de octubre de 1861 una moratoria de pagos contra la República Mexicana en la denominada Convención de Londres formando así, la alianza Tripartita. El partido conservador se pone de parte de los franceses, con la idea de derrocar al gobierno liberal de Juárez. Los Europeos pretendían a su vez, instalar una colonia y detener la expansión del capitalismo de los Estados Unidos, fuerte competidor suyo. Las escuadras invasoras llegan a Veracruz en diciembre de ese mismo año, y se instalan en las localidades de Orizaba y Xalapa, preparándose para invadir el país.
La alianza venía representada por comisionados de los tres respectivos países. Por Inglaterra, Sir Charles Wyke; por Francia, el conde Alphonse Dubois de Saligny; y por España, el general Juan Prim, Conde de Reus. Este último, un reconocido liberal de gran experiencia política y de suma influencia en su país.
Una vez que las fuerzas europeas ocuparon Veracruz, los tres comisionados estuvieron de acuerdo en dirigir una proclama al gobierno de Juárez, que enviaron el 10 de enero. En ella aseguraban que venían a "tender una mano amiga al pueblo a quien la providencia otorgó todos sus dones, y a quien ven con dolor ir gastando sus fuerzas y extinguiendo su vitalidad al impulso de guerras civiles y de perpetuas convulsiones".
Reconocían la legitimidad del gobierno constituido e incitaban al diálogo para llegar a un acuerdo, pero esto contrastaba con el apartado militar desplegado en las costas mexicanas.
Al notar lo vago del documento expedido por la alianza tripartita, Manuel Doblado, hábil y sagaz diplomático, y en ese entonces, ministro de relaciones de México, aprovechó la ocasión para entrar en negociaciones. Argumentó que, al no estar muy clara la emisión que traía la delegación tripartita, el gobierno de la república no podía permitir el avance de las fuerzas extranjeras sin que se establecieran con precisión las bases generales de las reclamaciones y se hicieran manifiestas las verdaderas intenciones de los aliados, para que pudieran efectuarse las negociaciones definitivas. Agregaba Doblado que, una vez establecidos los tratados preliminares, el gobierno podría, sin comprometer la independencia nacional, permitir el avance de las tropas aliadas. De esta manera, Doblado comprometía a los representantes de las potencias aliadas a celebrar un convenio, cuya ruptura sería interpretada como signo de mala fe.

### Firma de los Tratados de la Soledad
El 19 de febrero de 1862, se firmaron en el pueblo de La Soledad, en el atrio de la parroquia de nuestra señora de la soledad, los tratados en los cuales las cuatro partes contratantes acordaban lo siguiente:
- México no necesitaba del auxilio que le ofrecían los representantes de la alianza.
- Las potencias aliadas no atentaban contra la independencia, soberanía e integridad del territorio mexicano.
- Se celebraban posteriores negociaciones en Orizaba y, mientras se llevaran a cabo, las fuerzas de las potencias aliadas ocuparían las poblaciones de Córdoba, Orizaba y Tehuacán.
- En caso de ruptura de las negociaciones, las fuerzas aliadas desocuparán las poblaciones mencionadas y volverán a colocarse en la línea de fortificaciones cerca de Veracruz. Además, los hospitales que tuvieran los aliados quedarán bajo la salvaguarda de México.

Estos tratados preliminares, celebrados entre Juan Prim como representante de las potencias aliadas, y Manuel Doblado, fueron ratificados por Juárez y por los comisionados de Inglaterra y Francia el 23 de febrero, quedando así con carácter de oficiales.
Después de la firma de este convenio, las tropas españolas e inglesas se retiran del territorio nacional. No así las francesas quienes continúan con la invasión.
Es indudable que estos preliminares fueron una obra maestra del distinguido diplomático Manuel Doblado, y que sientan las bases de la política exterior mexicana, que parte del principio de la soberanía nacional por encima de cualquier circunstancia por grave que se considere.
Es hasta 1867 y siendo entonces presidente municipal Francisco Zurita, llegó a Soledad la noticia de la muerte de Maximiliano y con ello el fin de la intervención francesa.

## Desarrollo económico y cultural
El 16 de septiembre de 1869 se inaugura el tramo del ferrocarril mexicano de México a Puebla, en tanto que el puente diseñado por el ingeniero Valeriano Madrazo en La Soledad, sufrió la adaptación de una estructura de hierro, debido a los combates que se dieron durante el periodo de intervención francesa. Por este motivo, dejó de funcionar en el transcurso de su remodelación.
Entre 1872 y 1873 queda finalmente inaugurada la ruta del ferrocarril mexicano, siendo el mayor de todos los puentes de la línea México-Veracruz, el de La Soledad, con una longitud de 228 metros. Este acontecimiento impulsó la vida económica y social de La Soledad. Es a partir de entonces que en La Soledad se celebra el día 2 de febrero las fiestas patronales, y el 4 de febrero, se organiza un baile de lujo en uno de los salones del palacio municipal; al cual llegaba mucha gente proveniente de Veracruz, y asistía la sociedad respetable del pueblo. Por la plaza y otros lugares, se hacían tablados en los que se divertían muchos bailando y zapateando los sones de la región y de la época. Estos eran los bailes públicos y en ellos se nombraba al bando integrado por una capitana, una teniente y muchas abanderadas; estas jóvenes del pueblo de La Soledad salían montadas a caballo en el paseo de los toros; ellas eran las madrinas de los toreros. Estas madrinas tenían su palco especial. Todos los días hacían el paseo antes de la corrida.

## Localización y demografía
Soledad de Doblado se encuentra localizado en las coordenadas geográficas 19°02′47″N 96°25′16″O / 19.04639, -96.42111 y a una altitud de 103 metros sobre el nivel del mar. De acuerdo a los resultado del Censo de Población y Vivienda de 2010 realizado por el Instituto Nacional de Estadística y Geografía, Soledad de Doblado tiene un total de 12 398 habitantes, de los que 5 923 son hombres y 6 475 son mujeres.

## Personajes célebres
- Miguel Ángel Yunes Linares, Gobernador de Veracruz de Ignacio de la Llave del 1 de diciembre de 2016 al 30 de noviembre de 2018.
- Héctor Yunes Landa, Senador de la República por Veracruz de Ignacio de la Llave del 2012 al 2018.